# Еліяш Ян Лонцький
Еліяш Ян Лонцький (пол. Eliasz Jan Łącki; пом. між 1 червня і 4 липня 1685) — польський військовик, генерал-майор, хорунжий пруських земель. Командувач гарнізону Львова під час облоги міста в 1672 році. Посол Сеймів.

## З життєпису
Рід Лонцьких, правдоподібно, виводився з Прус Королівських. Герб — спірний. Очевидно, його матір'ю була сестра воєначальника Кшиштофа Арцішевського.
Службу в польському війську почав близько 1639 року. Ймовірно, якийсь час воював у голландському війську. У 1654 році командував корогвою у війську ВКЛ (дивізія Вінцента Гонсевського).
У 1657 році біля містечка Потелич відбулася збройна сутичка між коронними й угорськими військами, в якій загинув, зокрема, його брат Йоахім.
Мав право власності чи посідав села на Волині (Галичани (нині Горохівський район, набув між 1664—1667), Бересько, Студенна, Старе Село, які були знищені татарами у 1675) також під Гданськом та у ВКЛ. Стосовно волинських маєтностей мав чисельні судові процеси, також через зловживання вояками під час постоїв. У 1660 році поранений стрілою під Слободищем.
Учасник: облоги Торуня 1658, приступу Брацлава (12 жовтня 1671 взяли, 17 жовтня біля Кальника під ним убили коня), битв під Хотином 1673, Журавним 1676, Віднем 1683.
Його цінував Єжи Себастьян Любомирський, під чиїм командуванням воював. У 1669 — оберштер і командант Ґрудзьондза. Генералом став між березнем і жовтнем 1676.
Католик, але підтримував контакти з аріянином Юрієм Немиричем. Йому також закидали, що у своїх маєтностях поселяв аріян.

### Сім'я
Перша дружина — Анна Теофіля Марковська (шлюб — у серпні 1662), друга — Катажина Коханувна (з 1680). Мав доньок.